# Шутко Остап Іванович
Оста́п Іва́нович Шутко́ (04.11.1976, Львів) — український скрипаль. Син української скрипальки Лідії Остапівни Шутко.

## Біографія
Народився у Львові в сім'ї відомих музикантів. З раннього дитинства мав змогу не тільки отримувати прекрасну освіту, але й постійно перебувати в музичному середовищі, спілкуватися з видатними митцями.
У 14 років відбувся дебют Остапа Шутка на сцені Львівської філармонії у супроводі симфонічного оркестру. Відтоді він постійно концертує.
Закінчивши з відзнакою Львівську спеціалізовану музичну школу-інтернат імені С.Крушельницької (викладачі Г.Хейфіц та І.Шутко) і Львівський вищий музичний інститут імені М.Лисенка (тепер академія) (викладач — професор Л.Шутко) Остап продовжує своє навчання в аспірантурі у професора І.Німана в школі Гілдхол (Guildhall School of Music and Drama) в Лондоні та в Національній музичній академії імені Петра Чайковського в Києві у професора Богодара Которовича.
Ще під час навчання у Львові Остап стає лауреатом престижних міжнародних конкурсів у Вільнюсі, Ваймарі, Перемишлі, Барселоні, Києві, стипендіатом Президента України, королеви Іспанії, ЮНЕСКО.
Великий вплив на формування особистості скрипаля мали зустрічі з такими музикантами як І.Безродний, З.Брон, А.Лисий, С.Сондецкіс, Д.Башкіров, Л.Шпіллер, М.Естрелля, Л.Вітошинський. В цей період Остап захоплюється камерним ансамблюванням: створює «Український квартет», який представляє Україну на квартетних конкурсах у Франції та Італії. Він концертмейстер в міжнародних юнацьких симфонічних оркестрах в Байройті та Лондоні.
Після повернення в Україну Остап Шутко деякий час працює в ДКА «Київські солісти», з яким стає володарем Гран-прі на міжнародному конкурсі у Відні і починає педагогічну діяльність як викладач кафедри скрипки НМАУ, ставши наймолодшим викладачем кафедри за всю її історію.
Не припиняється концертна діяльність Шутка. Він концертує по всій Європі як соліст, в дуеті зі своєю мамою — народною артисткою України Лідією Шутко, як камерний виконавець, а також разом зі своїм новоствореним ансамблем — U-trio.
2001 року Академія мистецтв України нагородила Остапа Шутка почесним дипломом «За високу професійну майстерність».
Остап Шутко концертує в багатьох країнах світу, зокрема в Іспанії, Італії, Німеччині, Польщі, Швейцарії, Франції, Австрії, Англії та ін., має CD, а також записи на радіо, телебаченні, є членом журі на міжнародних музичних конкурсах.

## Електронні джерела
- http://www.shutko.com.ua [Архівовано 9 квітня 2022 у Wayback Machine.]

## Світлини

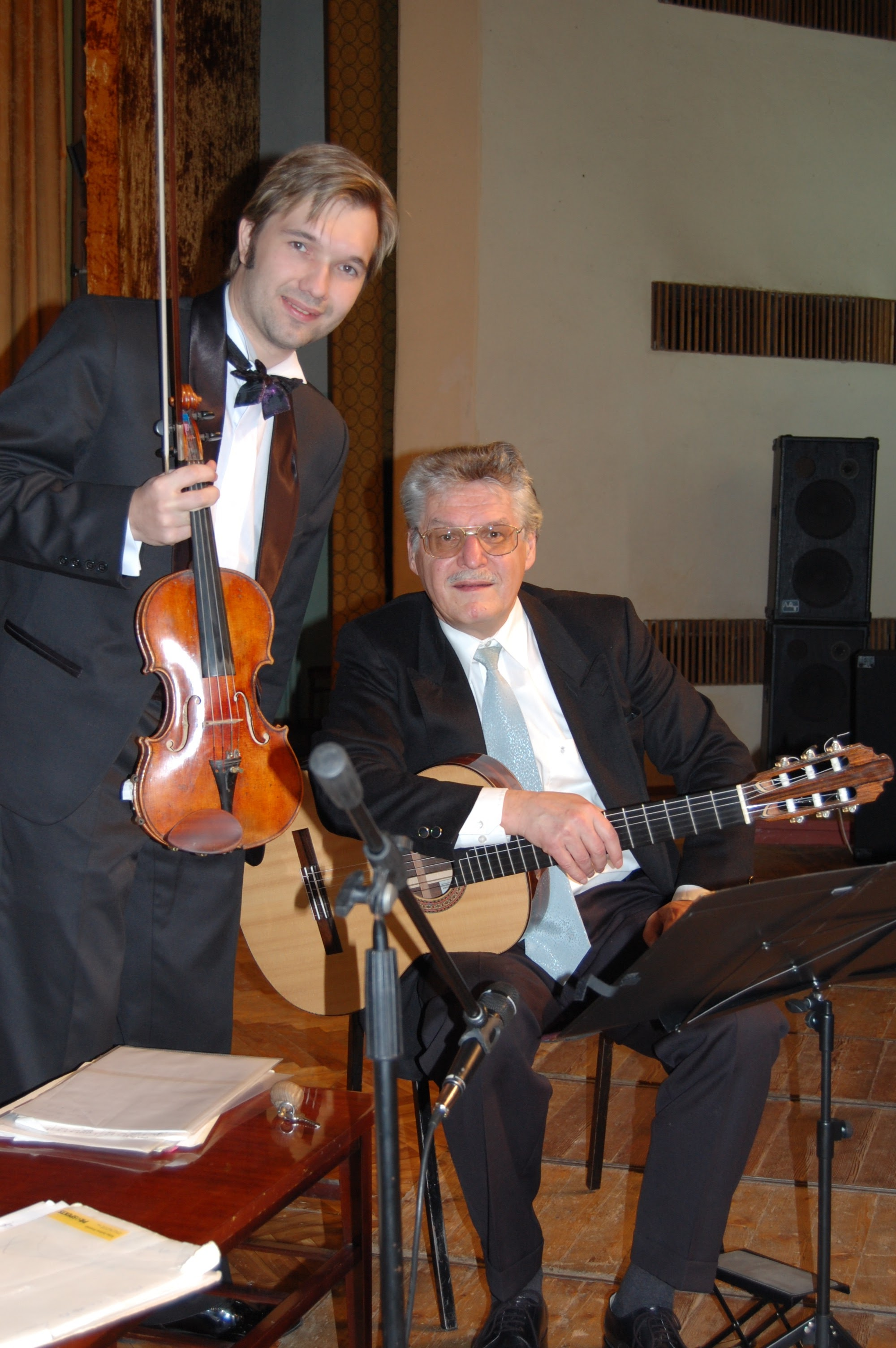
Остап та Лео Вітошинський
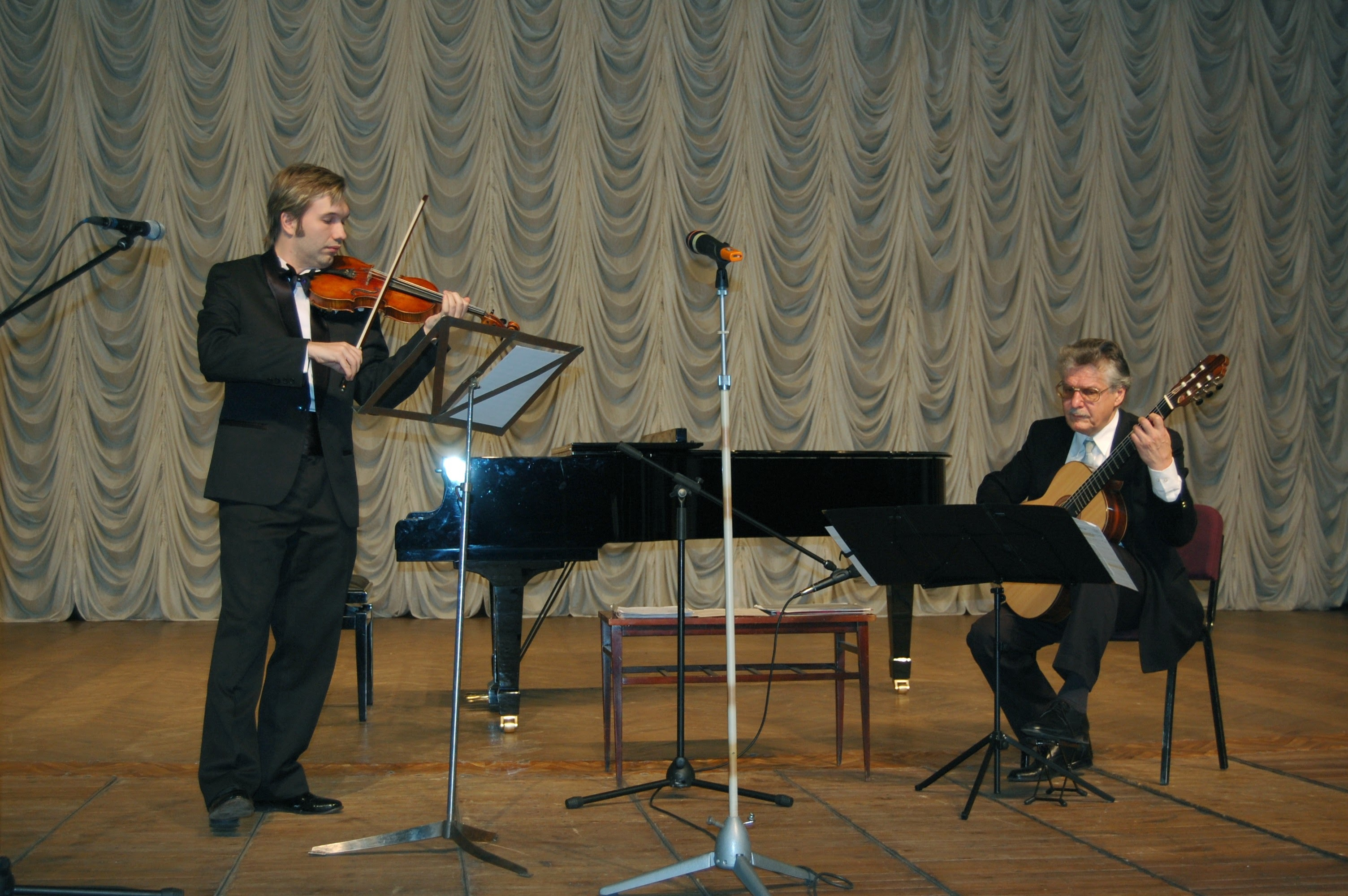
Концерт у Сєвєродонецьку,2007 з Лео Вітошинський